# Kristotomus facetus
Kristotomus facetus là một loài tò vò trong họ Ichneumonidae.